# 山本有紗 (ピアニスト)
山本 有紗（やまもと ありさ）は、ピアニスト。
静岡県出身。

## 来歴
2010年、ポーランド・シレジア・フィルハーモニー管弦楽団と共演。
2011年、ザルツブルク モーツァルテウム夏期アカデミーにてセルジオ･ペルティカローリ、ディーナ・ヨッフェに師事しディプロマ取得。
2013年、国立音楽大学演奏学科ピアノ専攻を首席卒業｡ 
2015年、同大学上級アドヴァンストソリストコース修了。草野明子に師事。
2015年、カワイ表参道 コンサートサロン「パウゼ」にてピアノジョイントリサイタルを開催し好評を博す。
現在、ソロ・アンサンブルの他に「Fabrhyme」（ファブライム、Sax・Piano・Bassの女性インストバンド）ではオリジナル曲の制作、その他レコーディング、演劇の生演奏など、幅広いジャンルで演奏活動を行っている。銀座 音楽ビヤプラザライオン所属ピアニスト。